# Муванга, Пауло
Пауло Фробишер Муванга Седдудже Муйяния (англ. Paulo Frobisher Muwanga Seddugge Muyanja; 4 апреля 1924, Буганда, протекторат Уганда — 1 апреля 1991, Кампала, Уганда) — угандийский государственный деятель, председатель Военного Совета (1980), премьер-министр Уганды (1985).

## Биография
В 1943—1950 годах работал в Восточноафриканском управлении почт и телекоммуникаций. Затем занялся политикой.
Был членом парламента с 1962 по 1964 год, послом в Египте (1964—1970) и Франции (1970—1972). Затем он находился в изгнании в Великобритании с 1972 по 1978 год, прежде чем вернуться, чтобы принять участие в войне между Угандой и Танзанией (1978—1979). Некоторое время он занимал пост министра внутренних дел сначала при Юсуфе Луле, а затем при Годфри Бинайсе. В феврале 1980 года президент Бинайса хотел вновь назначить его послом, однако Муванга апеллировал к Национальной консультативной комиссии, которая в то время была высшим руководящим органом правящего Фронта национального освобождения Уганды и его переназначили на должность министра (министра труда), которую он занимал до мая 1980 года.
После свержения президента Годфри Бинайсы 12 мая 1980 года был сформирован правящий Военный Совет из 6 человек, в котором Муванга занял пост председателя. Комиссия обладала полномочиями президента Уганды с 22 мая по 15 декабря 1980 года.
По итогам выборов, состоявшихся 10 декабря 1980 года, Муванга, как председатель избирательной комиссии объявил победителем Милтона Оботе и передал ему власть. Был назначен на посты вице-президента и министра обороны.
После переворота 27 июля 1985 года и входа в столицу войск бригадного генерала Базилио Олара-Окелло назначен премьер-министром и был на этом посту с 1 по 25 августа (смещён по требованию оппозиционной Народной армии сопротивления во главе с Йовери Мусевени). В октябре того же года арестован и находился в заключении до 1988 года, когда был оправдан. Снова находился под стражей в 1989 — октябре 1990 года; был оправдан по одному обвинению в похищении человека с целью убийства и освобождён от ответственности по другим обвинениям против него.
Британская киноактриса Зави Эштон – его внучка.
Умер 1 апреля 1991 года в возрасте 66 лет.